# 金山寺 (曼谷)
金山寺（皇家轉寫：Wat Saket Ratchaworamahawihan）位于泰国曼谷邦巴沙都拍县。寺内有一座约77米高的人造山，山顶建金色舍利塔，由山麓至塔尖的高度为63公尺，登临顶峰可鸟瞰曼谷的市容。

## 历史
相传始建于阿瑜陀耶王国时期，原名沙盖寺（วัดสะแก）。拉玛一世定都曼谷后翻修，相传拉玛一世在1782年镇压吞武里起事凯旋，入城前在此沐浴洗髮，因而定名为沙革寺（泰語： Wat Saket），意为“洗髮寺”。
拉玛三世统治时期，决定在沙革寺兴修一座普朗式舍利塔，但由于曼谷土质松软，塔在工程中途垮塌，留下废弃的砖土堆，杂草丛生。曼谷人遂称之为“山”（ Phu khao）。拉玛四世即位后，决定在山顶兴修一座小型佛塔，到拉玛五世时期完工，覆上金砖，塔内藏有佛牙舍利，是英国政府赠予拉玛五世的礼物。自此，这座小山便得名金山（ Phu Khao Thong）。
20世纪初，金山以卡拉拉大理石作材料重修。20世纪40年代，周围加盖水泥墙，防止侵蚀。

## 建筑
寺内戒堂供奉一尊大型坐立释迦牟尼铜像。戒堂周围的回廊内供奉有163尊各式佛像。
金山脚下设有巴米扬博物馆，藏有阿富汗巴米扬大佛的经书造像。

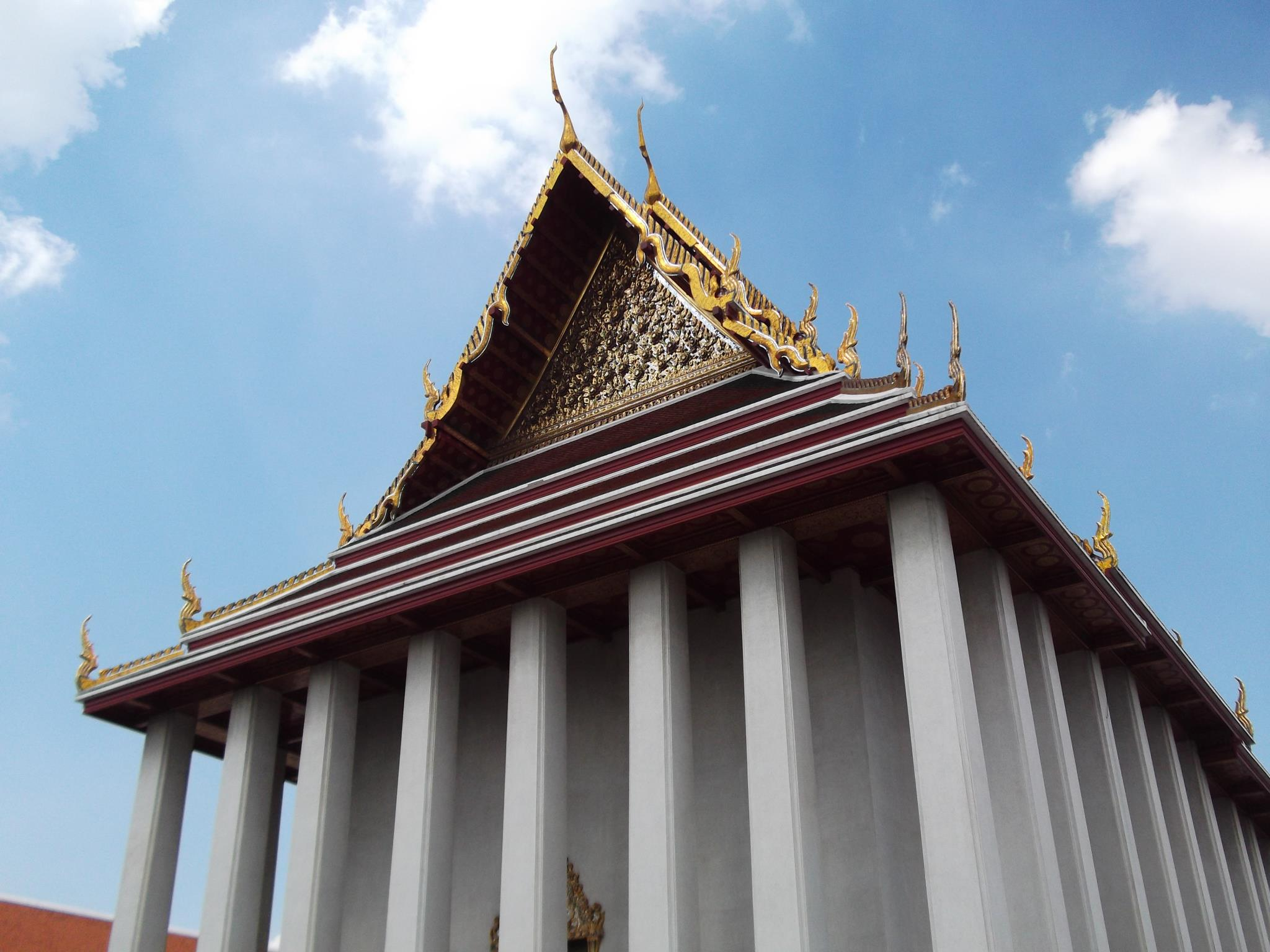
精舍
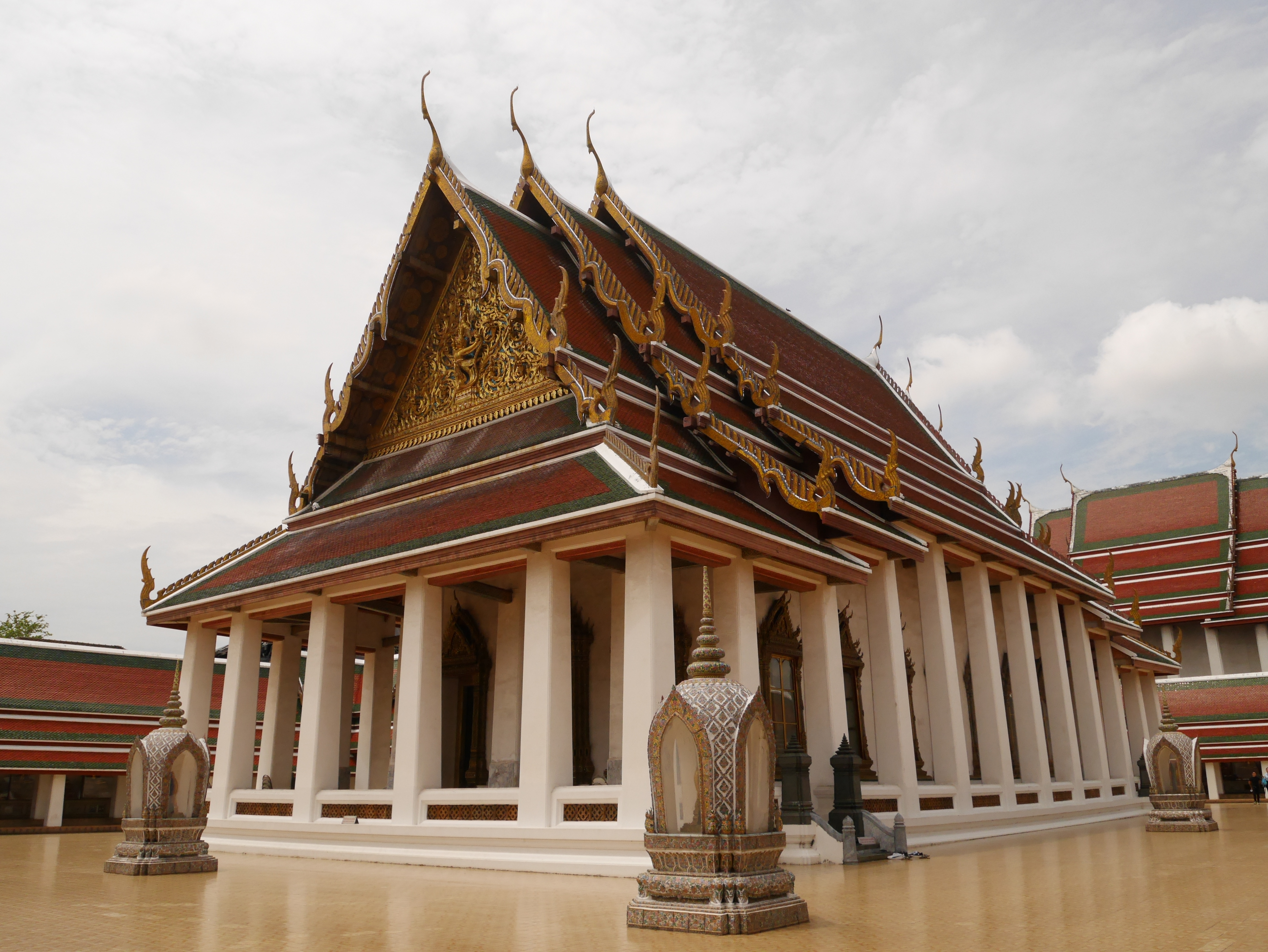
戒堂
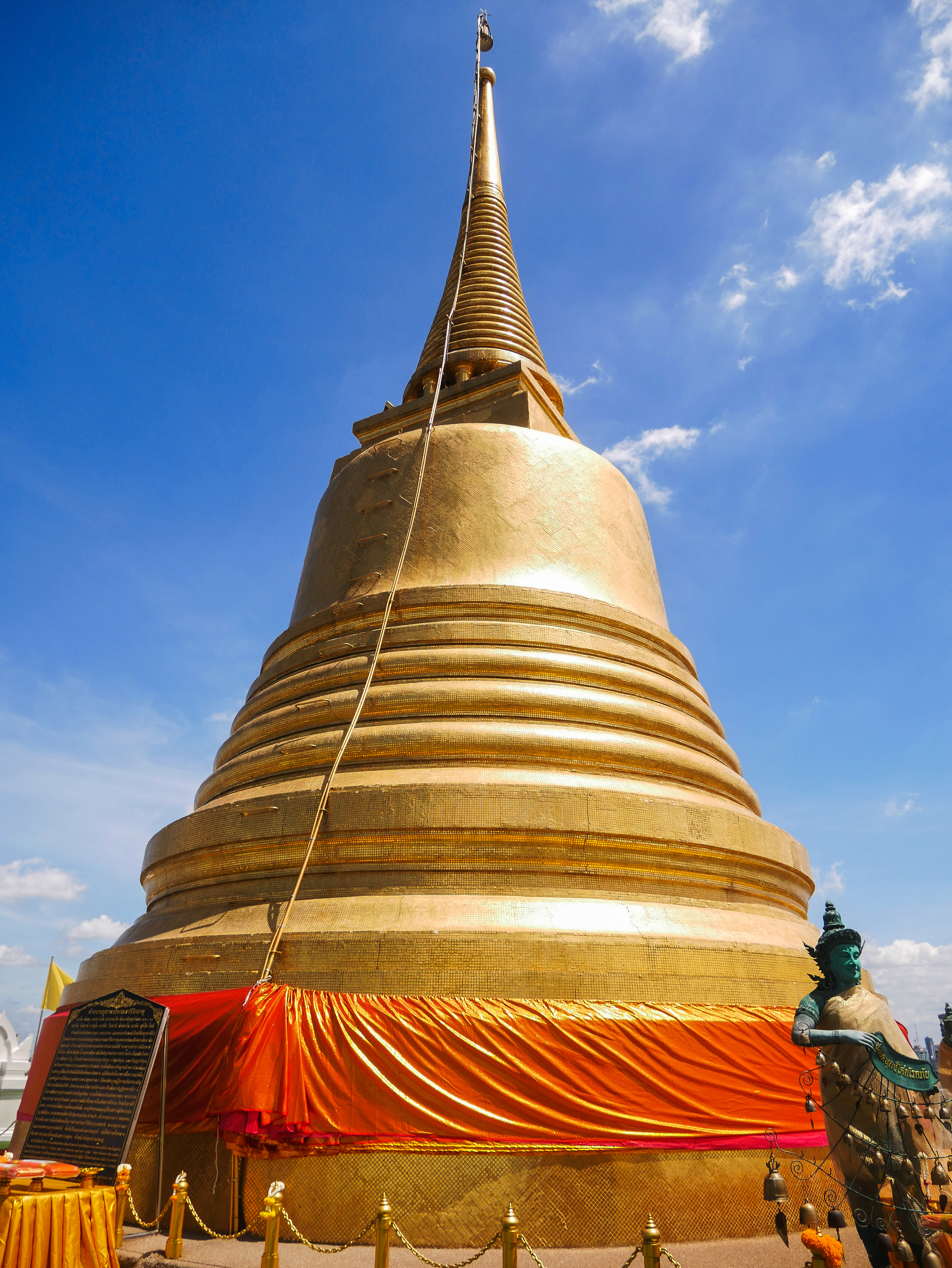
金山舍利塔
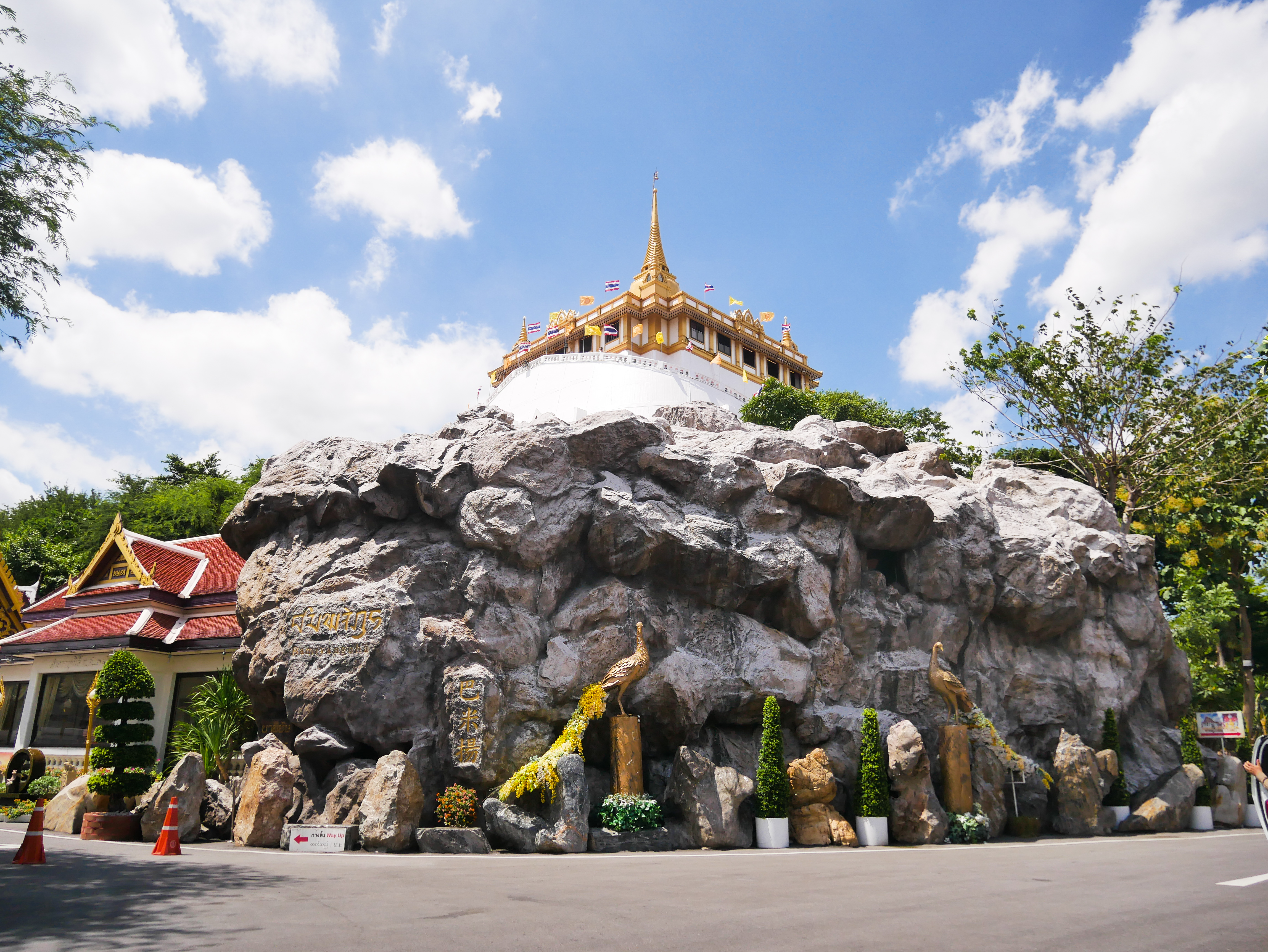
金山脚下
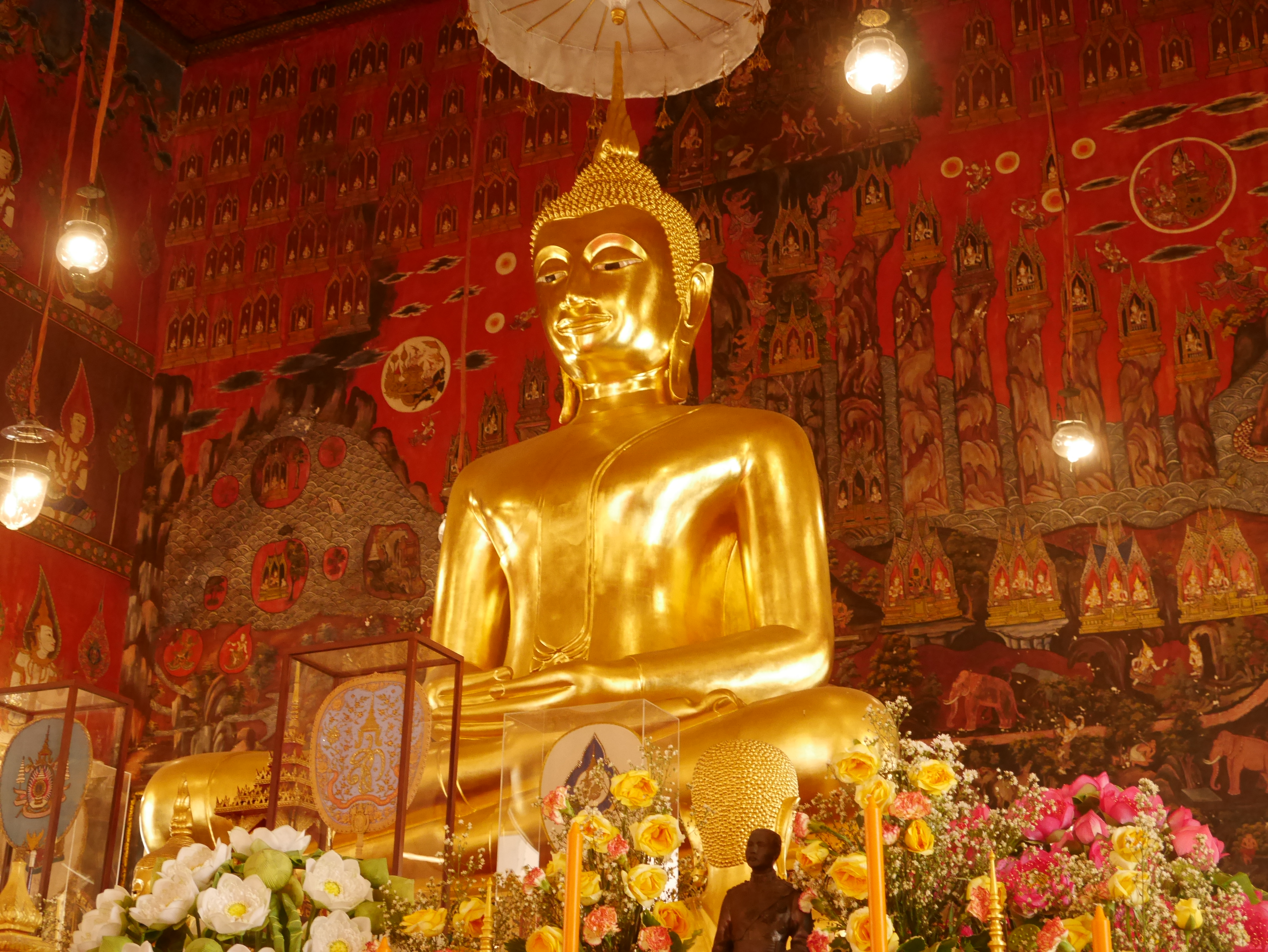
戒堂内部造像
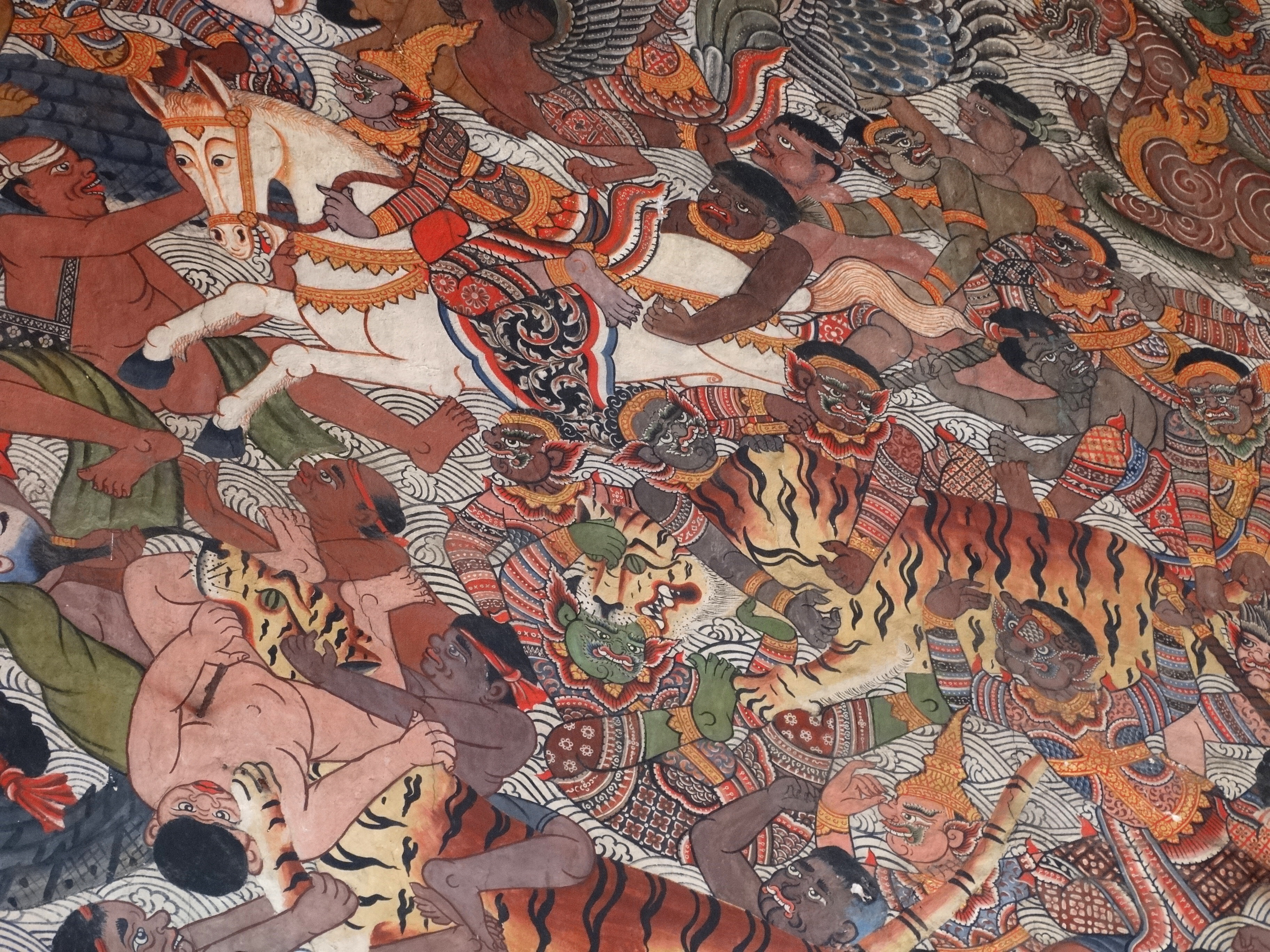
戒堂壁画
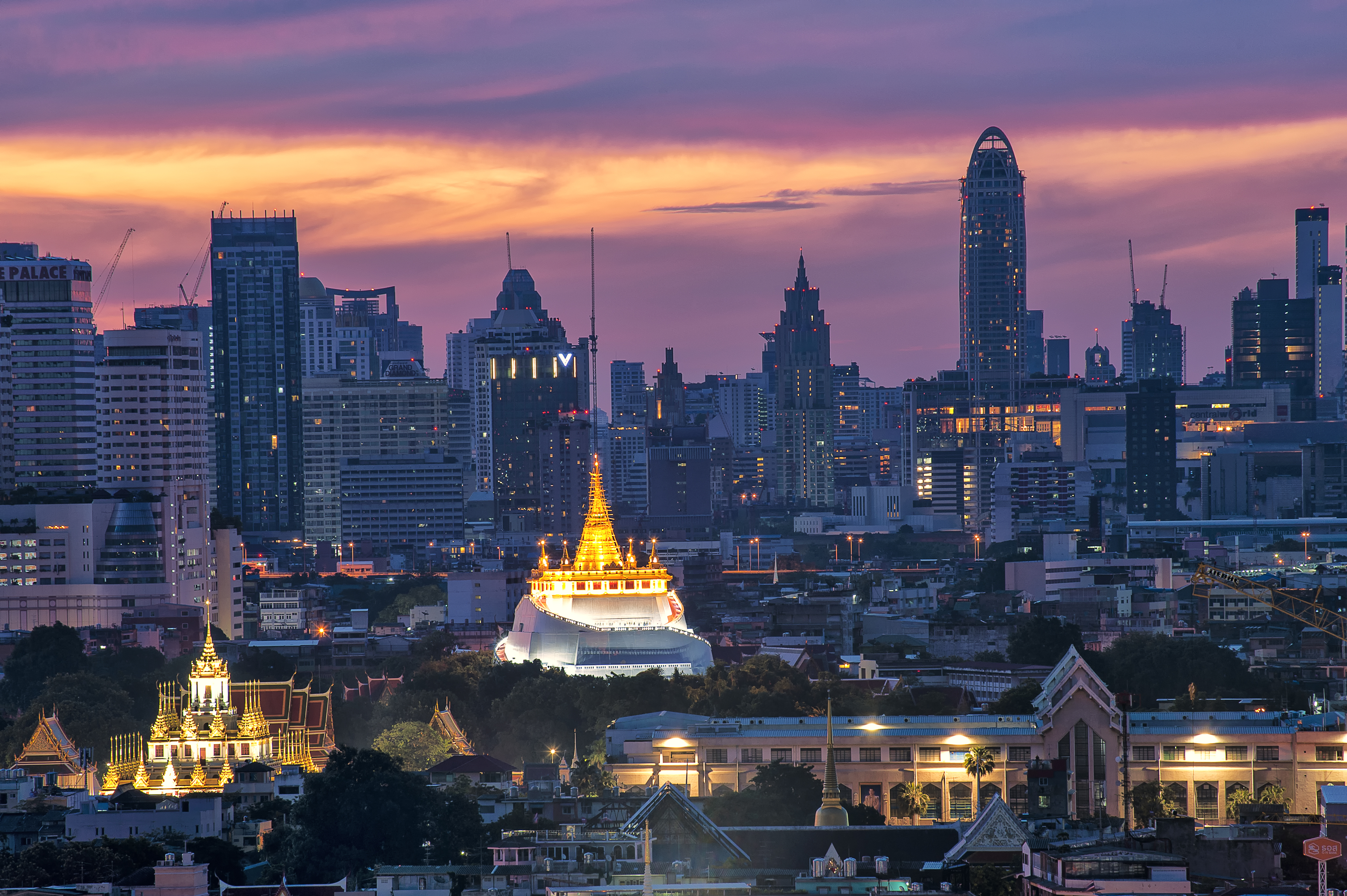
夜间点亮的金山和王孙寺金属殿
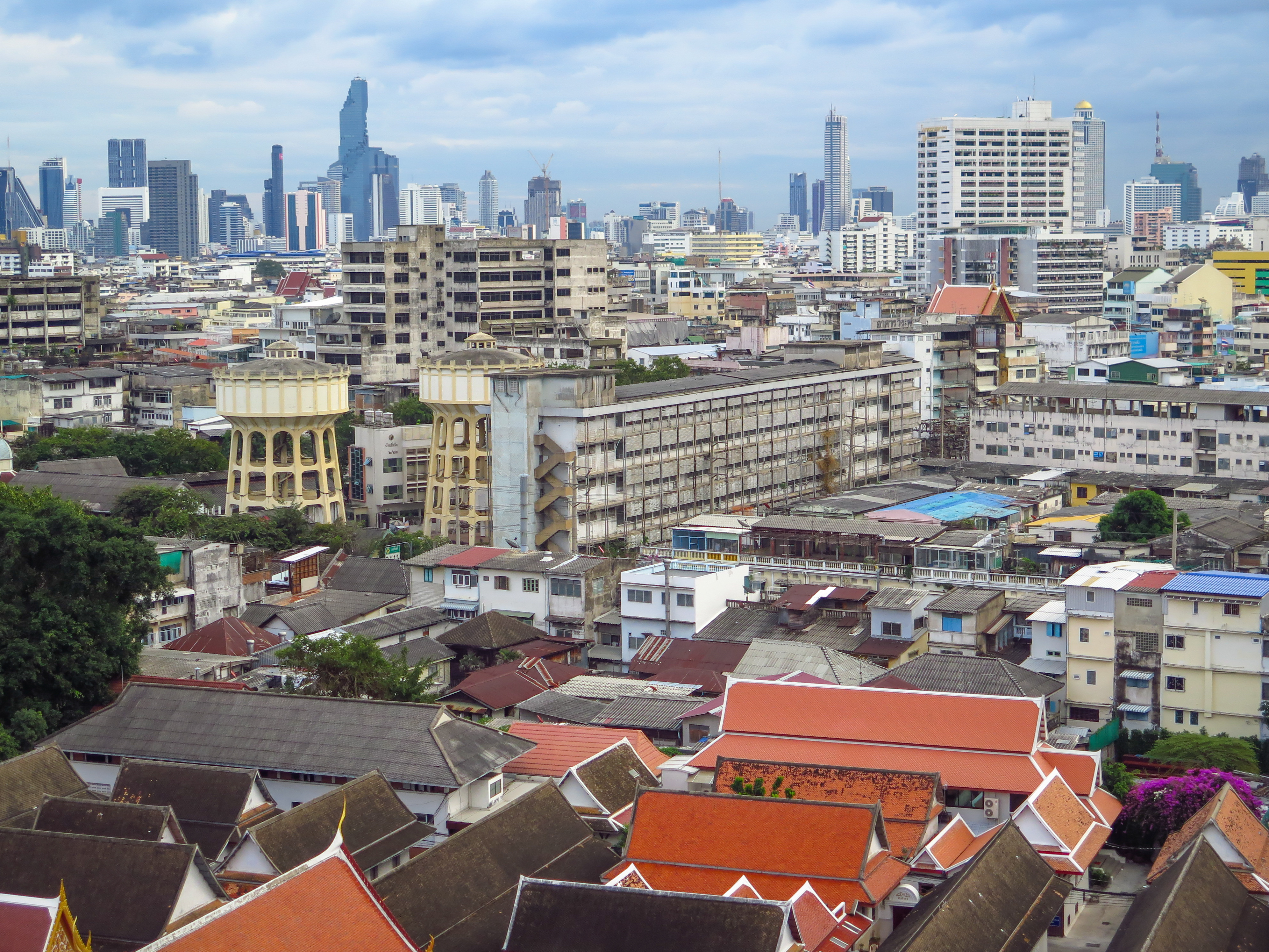
自金山可俯瞰曼谷城区
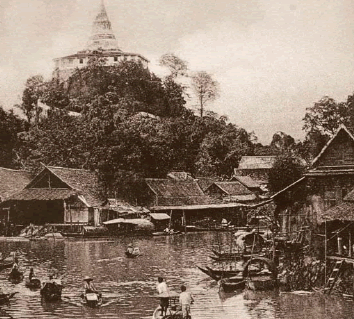
金山，19世纪50年代
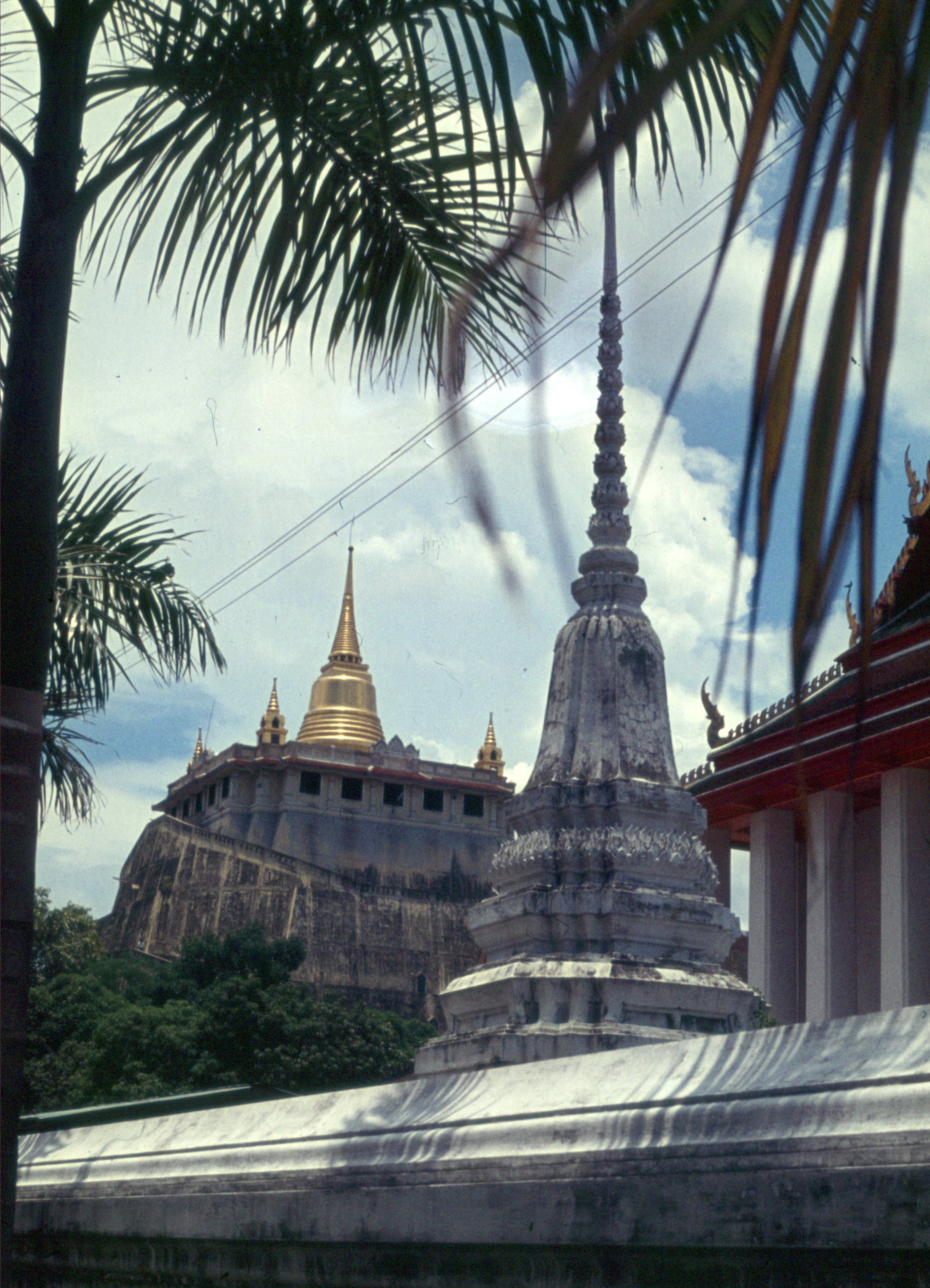
金山，1976年摄

## 习俗和传说
每年十一月，金山寺舍利塔都会裹上红布，信徒在红布上签下自己和家人的姓名，以此祈愿。这一习俗可追溯到拉玛五世时期。同时间亦会有水灯节庆祝活动，举行庙会，上演畸形秀等热闹活动。
在拉达那哥欣时代早期，曼谷人忌讳在拉达那哥欣岛城墙内火化死者，因而经常从鬼门出城，在城外的金山寺火化尸体。1820年，拉玛二世统治时期，曼谷霍乱流行，至少三万人丧命。金山寺每日都有大量病人遗体需火葬，一些尸体来不及焚烧即被遗弃腐烂，招来大群秃鹫盘旋进食。因此曼谷有一俗语“金山寺的秃鹫，善见寺的饿鬼”。

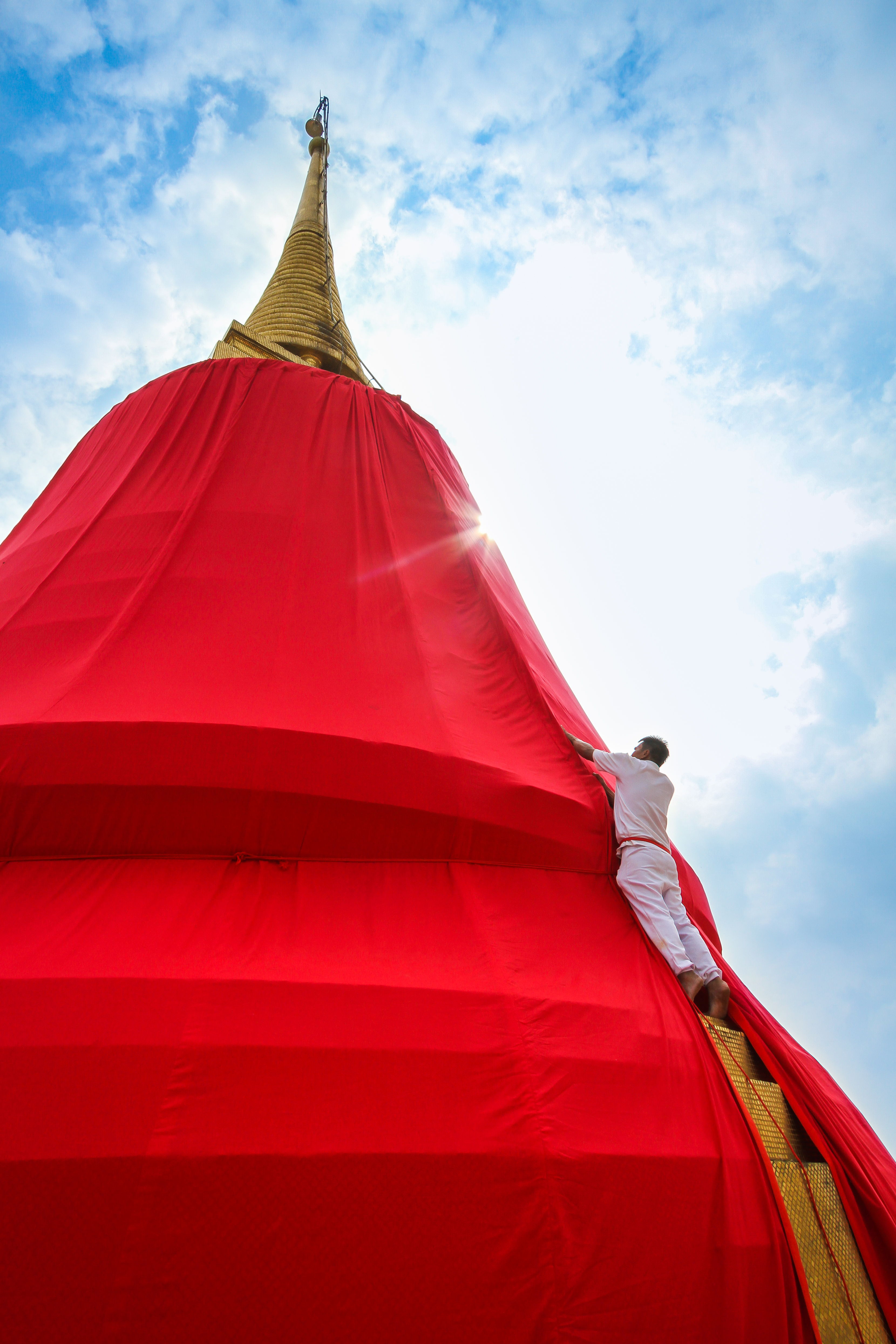
裹上红布的舍利塔
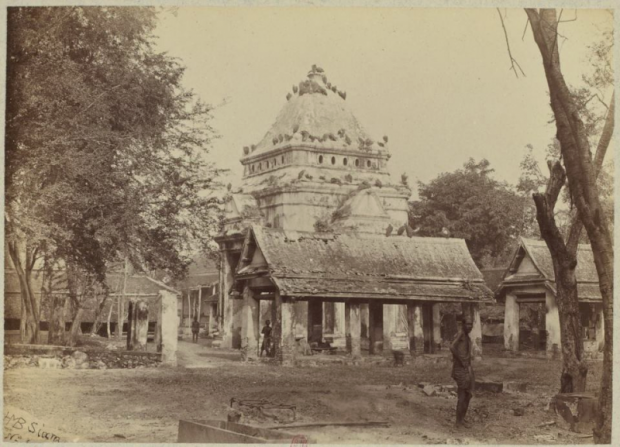
20世纪初，金山寺附近的火葬亭
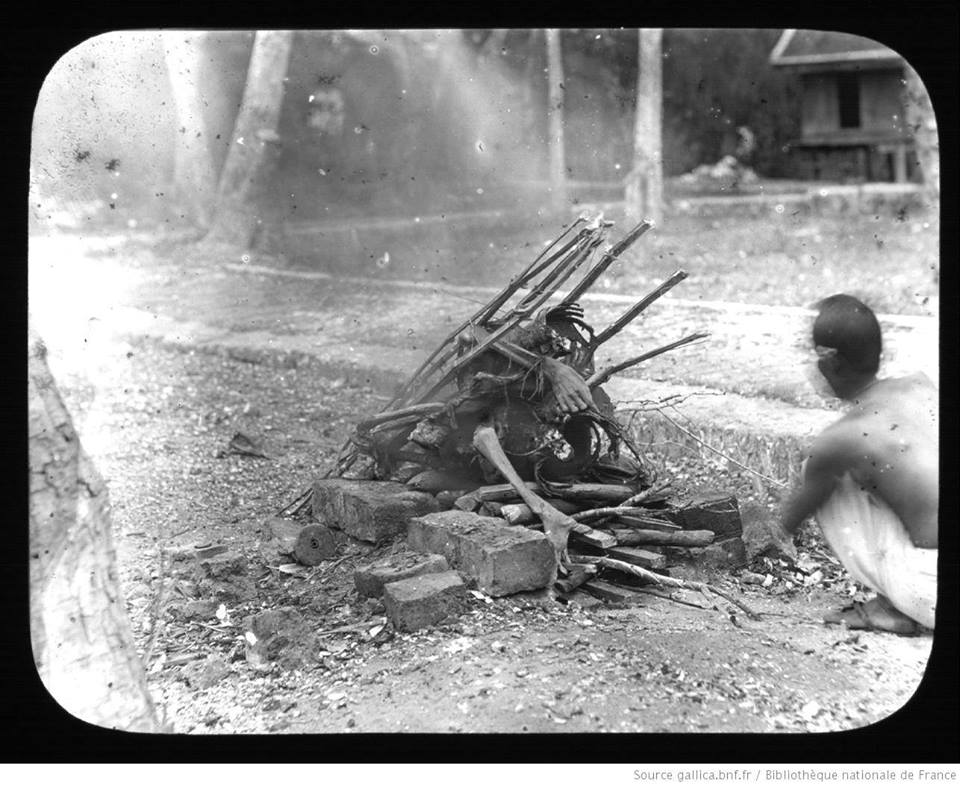
金山寺火葬，摄于1891年
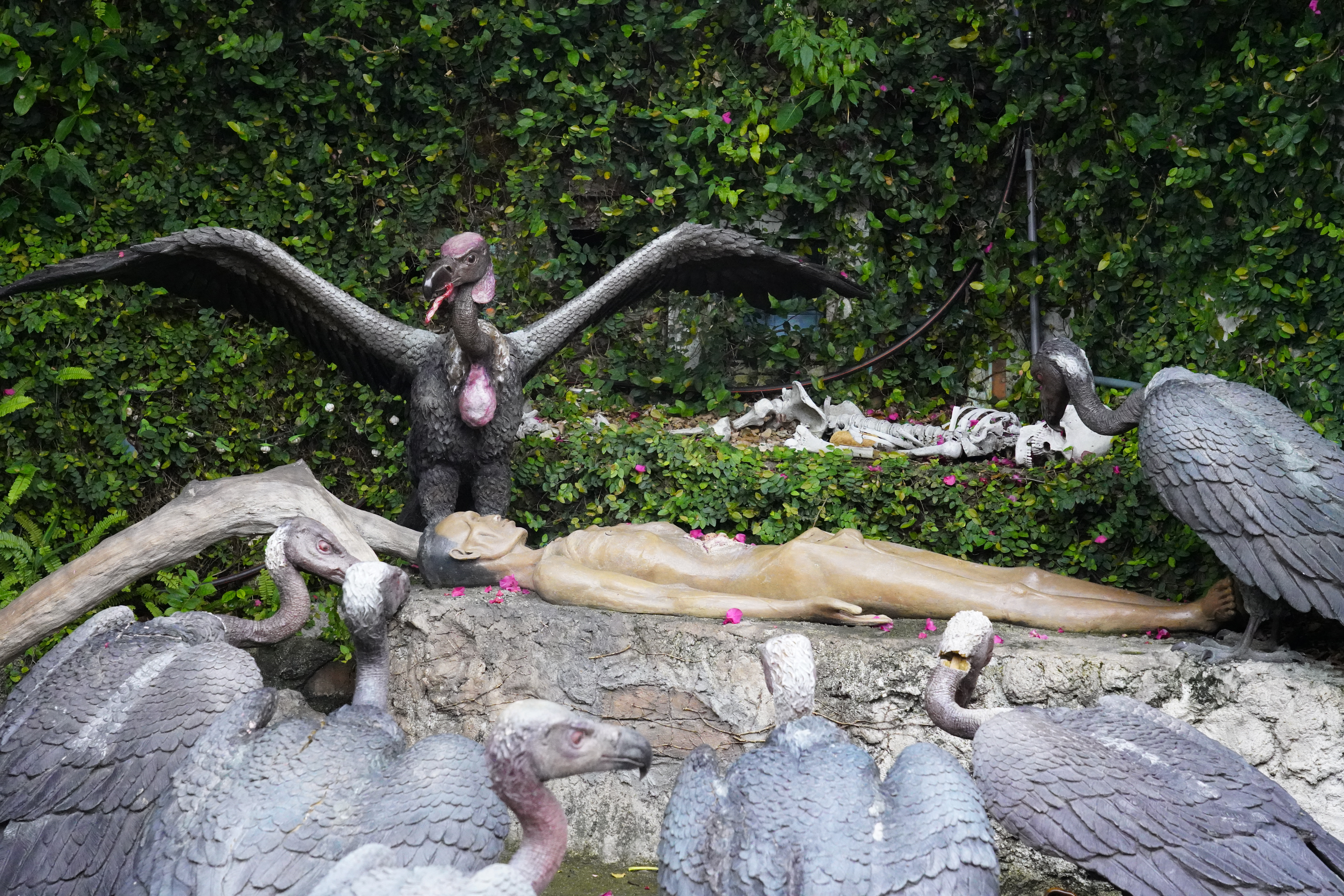
秃鹫食尸雕塑

### 书目
- Norwich, John Julius, , USA: Da Capo Press Inc., 2001, ISBN 0-306-81042-5[]